# 헤리티지 재단
헤리티지 재단(영어: The Heritage Foundation)은 1973년에 설립된 미국의 보수주의 성향의 싱크탱크이다. 워싱턴 D.C.에 본부를 두고 있으며, 기업의 자유, 작은 정부, 개인의 자유 및 전통적인 미국의 가치관, 국방의 강화를 기치(旗幟)로 내걸고 미국 정부의 정책결정에 큰 영향력을 가지고 있다.

## 연혁 및 주요 활동

### 설립
헤리티지 재단은 쿠어스 맥주회사 사주인 조지프 쿠어스(Joseph Coors)의 재정 지원 아래 폴 와이릭(Paul Weyrich)과 1977년부터 이사장 자리를 맡고 있는 에드윈 퓰너에 의해 조직되었다.

### 냉전 시대와 외교 정책
1980년대와 1990년대 초반까지, 헤리티지 재단은 레이건 독트린의 주요한 입안자이자 지원자였다. 미국 정부는 이 정책에 따라 냉전 기간 동안 아프가니스탄과 앙골라, 캄보디아, 니카라과 등에서 반공주의를 내세우며 저항운동을 지원하게 된다. 또한 소련과 동유럽 지역에 있던 반체제 인사들을 지원하기도 한다.
헤리티지 재단은 로널드 레이건 행정부 아래에서 소련을 이른바 ‘악의 제국’(Evil Empire)으로 규정하는 데 중요한 역할을 하게 된다. 또한 궤도 탄도 미사일 방어 시스템을 세우려는 레이건 행정부의 전략 방위 구상(Strategic Defense Initiative), 즉 이른바 ‘스타 워즈’(Star Wars) 계획을 세우는 데 결정적 역할을 하게 된다.
헤리티지 재단은 앙골라의 반정부 군사조직에의 지원을 막고 있던 1976년의 클라크(Clark) 법안의 폐지를 주장한다. 헤리티지 재단의 노력은 1985년 7월에 해당 법안의 폐지로 결실을 맺게 된다. 앙골라 완전 독립 민족 동맹(UNITA)의 지도자 조나스 사빔비는 이 법안의 폐지를 두고 “헤리티지 재단의 노력을 통해 우리는 클라크 법안의 폐지가 워싱턴 D.C.에서 실현된 것을 알게 되었고, 그들의 노력으로 우리의 명분을 위해 미국의 지원을 받게 되었다. 이 재단은 우리 활동의 큰 지원이다. UNITA 지도부는 이를 알고 있고, 그리고 앙골라에서도 알려지고 있다.”라고 평가하고 있다.
냉전이 끝난 이후로 헤리티지 재단은 조지 W. 부시 행정부의 지지자인 동시에 외교 정책에서 매우 활동적인 목소리를 내고 있다. 2007년 11월의 연설에서 조지 W. 부시 대통령은 헤리티지 재단의 활동을 “21세기에 우리가 원하는 평화를 가져올 수 있는 자유의 힘을 이해하는데 있어서 첫장을 쓰게 된 신에게 감사하다.”라고 평가하고 있다.
2010년 여름부터 헤리티지 재단과 연계된 비영리 활동인 ‘미국을 위한 헤리티지 활동’은 4월 8일, 체코 프라하에서 버락 오바마 미국 대통령과 드미트리 메드베데프 러시아 대통령 간에 체결된 핵무기 감축을 위한 새로운 협정(New START)에 거부하는 청원 지지서명을 온라인에서 받기 시작했다. How do i read this stuff bro

### 국내 경제 정책
국내 경제 정책 측면에서 헤리티지 재단은 이른바 레이건 노믹스(Reaganomics)라 불리는 소득세의 감세조치와 정부지출의 삭감을 경제 활성화의 근본 입장으로 삼고 있는 공급측면의 경제학(supply-side economics)의 지지자이다.
1994년에 헤리티지 재단은 뉴트 깅그리치를 비롯한 공화당이 의회에서 다수를 차지하게 된 상황에 기여한 이른바 ‘미국과의 계약’(Contract with America)에 주도적으로 참여한다. 이른바 ‘계약’은 빌 클린턴 행정부의 국정 철학과 워싱턴 D.C.의 정치적 현상(現狀)에 직접적으로 도전하는 계기가 된다. 이러한 상황은 헤리티지 재단이 중요하고 보수주의적인 정책을 제공하고 있다는 것을 그 자체로 보여주고 있다.

## 정책 영향력
헤리티지 재단은 설립 이래로 미국의 외교·내정 정책에 영향력을 가지고 있다. 2007년 11월 1일, 조지 W. 부시 당시 대통령은 앨버토 곤잘레스(Alberto Gonzales) 법무장관 후임으로 지명된 마이클 뮤케이지를 지지하는 헤리티지 재단을 방문하기도 했다. 이는 당시 뮤케이지 지명자가 밝혔던 견해 중, 물고문이 심문 전략으로 합당하다고 밝힌 것에 대해 지명에 대해 반대하던 미국 상원에 대항해 헤리티지 재단은 물고문이 심문 전략으로서 합당하다고 밝혔기 때문이다. 결국 8일 후에 뮤케이지는 법무장관으로 인증되었다.
헤리티지 재단은 포린 폴리시 매거진(Foreign Policy magazine)의 2009년도 판에 따르면 다섯 번째로 영향력을 끼치는 싱크 탱크로 평가받고 있다.

### 출판 활동
1981년의 정책 분석 보고서인 《리더십을 위한 지침》(Mandate for Leadership)은 작은 정부를 위한 지침서가 되었다. 약 1,000여 페이지에 달하는 보고서는 레이건 행정부 아래에서 연방정부의 각 부처에 배포되어 예산과 행정적 활동으로 중심 길잡이가 되었다.
월스트리트 저널과 연계되어 국제적으로 헤리티지 재단은 정부 규제로부터의 자유 및 자산 가치의 관점에서 매년 경제자유지수(IEF)를 발표하고 있다. 이 지수는 정부의 부패지수, 무역 장벽, 소득세율 및 법인세율 그리고 정부 지출, 법률과 규제의 정도, 계약 이행율, 은행 규제, 노동 법규, 지하 시장 자료와 연계해 발표되고 있다. 헤리티지 재단은 또한 연 4회 발행하는 《인사이더》(The Insider)를 통해 공공 정책에 대해서도 발언하고 있다.
2001년까지 헤리티지 재단은 공공 정책에 관한 보수주의 월간지 《정책 리뷰》(Policy Review)를 발행하고 있었다. 2001년 이후 이 월간지는 후버 연구소에서 이어받아 발간하게 된다.

### 다른 미디어
2009년에 헤리티지 재단은 미국이 직면하고 있는 외교 정책의 도전에 대한 한시간짜리 다큐멘터리 《33분》(33 Minutes)을 배포한다. 《33분》은 미국에 적대적인 어느 국가로부터 장거리 탄도미사일로 공격받을 경우 피폭 도달 범위를 나타내고 있다. 이 다큐멘터리 필름은 다수의 외교 정책 전문가들을 인터뷰하는데, 이는 민주당 행정부 아래에서 글로벌 파워의 변동에 따른 세계 범죄 국가들 간의 핵확산에 따른 공격의 위험에 관한 것이 주 내용이다. 현재 헤리티지 재단은 이 필름의 다시보기를 지원하면서 패널들의 인터뷰도 곁들이고 있다.

## 재정
헤리티지 재단은 법적으로는 로비 단체가 아니고, 미 내국세법 제501조 (c)(3)의 규정에 따라 ‘자선 등의 활동을 하는 단체’라고 인정받고 있다. 이에 따라 세금을 면제받고 있다. 2004년에는 총 2,970만 달러를 개인이나 기업으로부터 기부받은 것으로 조사되고 있다.
조지프 쿠어스는 1973년에 이 재단이 설립될 때 25만 달러를 기부했다.
2006년에 헤리티지 재단은 마거릿 대처 재단으로부터 보조금을 받는 ‘자유를 위한 마거릿 대처 센터’를 설립한다. 이 센터는 미국과 영국 간의 동맹을 강화시키기 위한 방편의 일환이다.